# Joseph Anton Schumacher

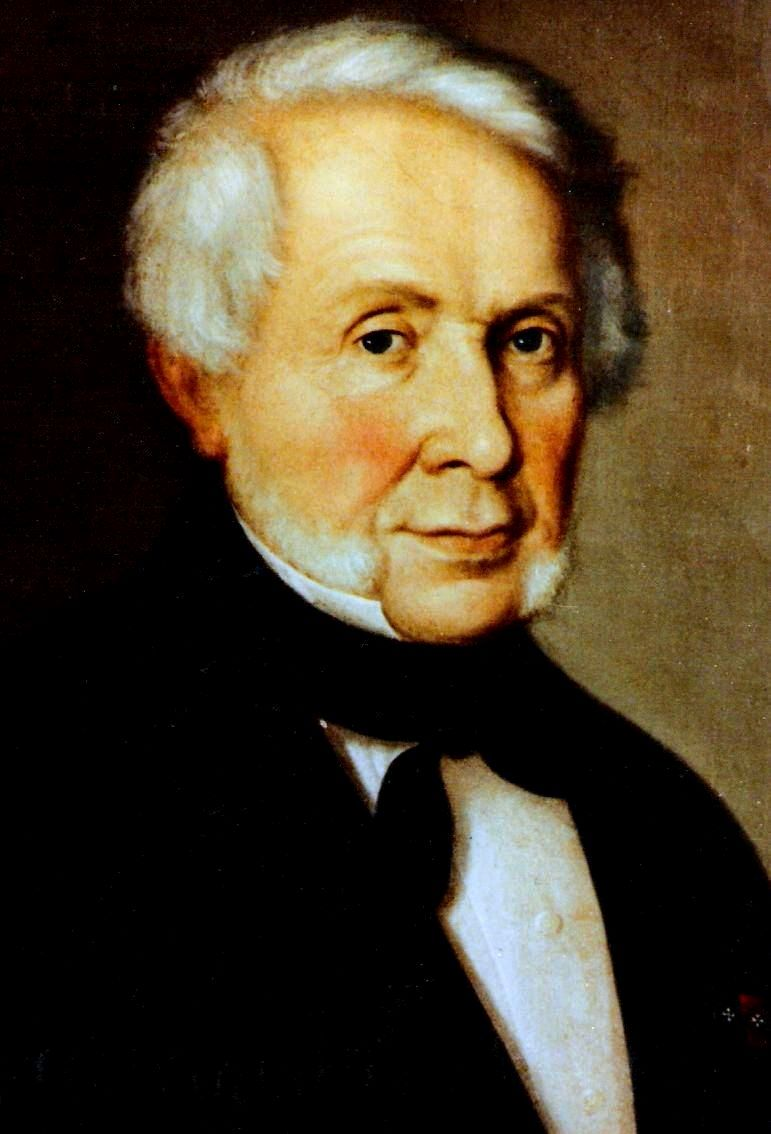
Joseph Anton Schumacher, 1773–1851, Gelehrter, Regierungsrat, Oberstleutnant, Offizier in der französischen Schweizergarde und in sardinischen Diensten, St.Ludwigsritter

Joseph Anton Schumacher (* 1773 in Luzern; † 13. April 1851 in Luzern) war ein Schweizer Militär, Regierungsrat und Militärdirektor.

## Familie
Schumacher stammt aus der Patrizierfamilie Schumacher des Luzerner Patriziats. Er ist der Vater des nachmaligen Generals in Neapel-Sizilien Felix von Schumacher, des Verteidigers von Gaeta, und von Caspar Joseph, Offizier der französische Schweizergarde unter der Restauration.
Er war mit Sophie Dürler vermählt. Sie leitete an Stelle der Gattin von Landammann Vinzenz Rüttimann die Staatsempfänge leitete, als Luzern turnusmässig die Hauptstadt der Schweiz war. Sophie Dürler war die Tochter des Jost Dürler und der Maria Elisabeth Zurlauben, die ihrerseits die Tochter des Generals Beat Fidel Zurlauben war. Ihr Vater Jost Dürler hatte als höchster in den Tuilerien verbliebener Offizier am 10. August 1792 die Schweizergarde befehligt, wofür er 1796 vom späteren Ludwig XVIII. das französische Marschallpatent erhielt.

## Militärische Karriere
Am 20. April 1790 trat Joseph Anton Schumacher in die Kompanie Pfyffer des königlichen Schweizer Garderegiments in Paris ein und wechselte am 3. März 1794 in den Dienst des Königs von Sardinien, Viktor Amadeus III., wo er im Schweizer Regiment Zimmermann an den Feldzügen von 1794, 1795 und 1796 teilnahm und den 
St.-Mauritius-und-Lazarus-Orden erhielt.
Am 20. Dezember 1797 wurde er zum Grenadier-Hauptmann ernannt und trat nach der französischen Besetzung Piemonts in den Dienst der Französischen Republik, wo er der 2. Helvetischen Legion zugeteilt war. In dieser Zeit beschreibt er die militärischen Operationen Sardiniens gegen die Franzosen, erwähnt eine Begegnung mit General Bonaparte und beleuchtet aus der Sicht eines Schweizeroffiziers in der Fremde die Abdankung des Luzerner Patriziats und die Kontributionsforderungen der Franzosen.
Beim Einmarsch der Franzosen in die Schweiz war Joseph Anton Schumacher Kommandant der Luzerner Grenadiere bei St. Urban, wo der Einfall der Franzosen erwartet wurde, allerdings mit dem Befehl, diese freundlich zu empfangen. Anschliessend nahm er an den Feldzügen von 1799 der französischen Armee in Italien teil, geriet bei Mantua in österreichische Gefangenschaft und wurde nach einem Jahr auf Ehrenwort in die Schweiz entlassen, wo er am 4. Mai 1809 zum Oberstleutnant ernannt wurde. Nach dem Staatsstreich von 1814 und der Wiederherstellung der patrizischen Verfassung unter der Führung von Vinzenz Rüttimann in Luzern gelangte Joseph Anton Schumacher in den Kleinen Rat, und im Juni 1817 erhielt er als ehemaliges Mitglied der Schweizergarde, die am 10. August 1792 die Pariser Tuilerien verteidigt hatte, vom späteren Ludwig XVIII. den St.-Ludwigs-Orden.
Joseph Anton Schumacher verfasste zahlreiche gelehrte Schriften zu allen Wissensgebieten seiner Zeit und war 1825 als Regierungsrat und Militärdirektor von Luzern massgeblich am Zustandekommen der Militärverträge mit dem Königreich Neapel beteiligt.